# René Henriksen
René Henriksen (Glostrup, 27 agosto 1969) è un ex calciatore danese, di ruolo libero.

## Carriera
Ha passato la maggior parte della sua carriera in Danimarca e successivamente ha anche provato l'esperienza greca con il Panathīnaïkos.
Ha partecipato a Francia 1998 e a Corea-Giappone 2002 con la Nazionale danese.
Si è ritirato nel 2006, a quasi 37 anni.

## Palmarès

### Club

#### Competizioni nazionali
- Campionato greco: 1

Panathinaikos: 2003-2004
- Coppa di Grecia: 1

Panathinaikos: 2003-2004

### Individuale
- Calciatore danese dell'anno: 1

2000